# J.V.V. Sint-Andries

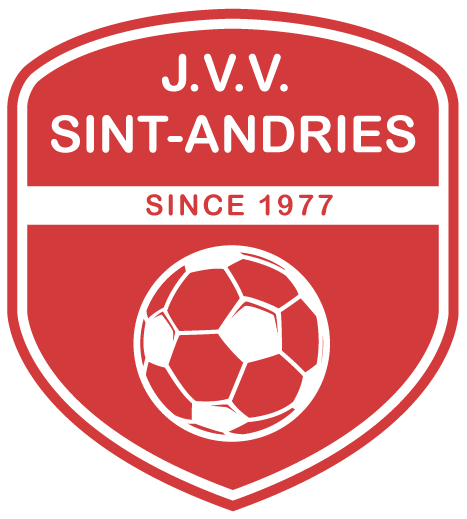

J.V.V. Sint-Andries (Jeugdvoetbalvereniging Sint-Andries) met stamnummer 9382 werd opgericht in 1977. De vereniging speelde eerst in de Grote Ede, later Ter Staeten, Olympia en finaal op de huidige locatie terrein Robrecht van Vlaanderenlaan te Sint-Andries en kwam alleen vriendschappelijk in actie. In 1979 kwam de ploeg uit in het jeugdvoetbalverbond Brugge/Oostkust. Het team speelde ook 29 toernooien tegen Engelse ploegen en maakte ook enkele buitenlandse reizen.
J.V.V. profileert zich als familievereniging. De betrokkenheid van de ouders speelt daarbij een primaire rol. Al van bij de oprichting werkt J.V.V Sint-Andries uitsluitend met vrijwilligers die zich belangeloos inzetten voor de vereniging.
In 2000 sloot J.V.V. Sint-Andries zich aan bij de Koninklijke Belgische Voetbalbond. Na 4 jaar lobbyen mocht ze in de competitie aantreden zonder het bestaan van een eerste elftal. In 2005, 2016, 2022 en 2023 werd J.V.V. kampioen. 
In het seizoen 2020-2021 startte de vereniging met een G-ploeg. 

## Kampioenen
| Leeftijdscategorie | Jaren Kampioen      |
| ------------------ | ------------------- |
| U13                | 2006                |
| U15                | 2016                |
| U17                | 2021-2022 2022-2023 |